# Eucla National Park
Eucla National Park är en nationalpark i Australien.   Den ligger i kommunen Dundas och delstaten Western Australia, i den sydvästra delen av landet, 1 900 km väster om huvudstaden Canberra. Eucla National Park ligger 99 meter över havet.